# 프란시스코 헨토
프란시스코 헨토 로페스(스페인어: Francisco Gento López, 1933년 10월 21일~2022년 1월 18일)는 스페인의 축구 선수이자 축구 감독이었다. 그는 탁월한 스피드를 지녔고, 뛰어난 기술을 보유하였으며, 윙어로서는 비교적 높은 득점 능력도 겸비하였다.

## 선수 경력
그는 1952-53시즌에 라싱 산탄데르의 선수로서 프리메라리가에 데뷔하였다. 그리고 다음 시즌에 레알 마드리드 CF와 계약을 맺어, 리그 428경기에 출전하여 126골을 넣어 클럽의 전설적인 선수가 되었다.
헨토는 레알 마드리드 소속으로 8번의 유러피언컵 결승전에 출장하여 6번의 우승을 경험하여, 개인의 역대 최다 우승 기록을 보유하였다. 1950년대에는 알프레도 디 스테파노 등이 있는 제1차 황금기의 일원으로서 유러피언컵 5연패를 달성하였고, 1960년대 중반에는 피리, 아만시오 아마로 등의 신진 선수들로 리빌딩된 팀의 주장을 맡아 1966년에 다시 한 번 유러피언컵에서 우승하였다. 헨토는 유러피언컵에서 1955년부터 1969년까지 통산 43경기에 출장해 5득점을 올렸으며, 프리메라리가에서도 리그 우승을 12회나 경험하였고, 오랜 세월에 걸쳐서 팀의 수많은 타이틀 획득에 공헌하였다.
그는 또한, 1955년에 스페인 국가대표팀에 첫 소집되었고, 오랜 세월동안 활약하였다. 1962년과 1966년의 2번의 월드컵에 참가하였고, 43경기에 출장하여 당시의 스페인 국가대표팀 최다 출장 기록을 세웠다.

## 감독 경력
그는 1971년에 은퇴한 뒤 감독으로 데뷔하였고, 레알 마드리드 카스티야, CD 카스테욘, 팔렌시아 CF, 그라나다 CF 등 몇 개의 하부 리그의 클럽에서 감독을 역임하였다. 그 뒤에는 레알 마드리드 CF의 대사를 맡았다.
1999년 월드 사커가 선정한 '20세기의 위대한 축구 선수 100명'에 선정되었다.
2022년 1월 18일 향년 88세 나이로 별세하였다.

## 수상

#### 레알 마드리드
- 라리가 : 1953–54, 1954–55, 1956–57, 1957–58, 1960–61, 1961–62, 1962–63, 1963–64, 1964–65, 1966–67, 1967–68, 1968–69
- 국왕컵 : 1961–62, 1969–70
- 유로피언컵 : 1955–56, 1956–57, 1957–58, 1958–59, 1959–60, 1965–66
- 인터컨티넨탈컵 : 1960
- 라틴컵 : 1955, 1957
- 클럽 월드컵[1] : 1956

### 개인
- 월드사커 베스트[2] : 1960, 1961, 1962
- 월드사커 20세기 축구선수 100인
- 골든풋 : 2004
- 라리가 최다 우승 : 12회
- 유로피언컵 최다 우승 : 6회

#### 발롱도르[3]
- 1957 - 12
- 1958 - 12
- 1959 - 9
- 1960 - 11
- 1961 - 9
- 1962 - 25